# Coutoubeinae
Coutoubeinae, podtribus sirištarki smješten u tribus Chironieae. Sastoji se od 4 roda iz Srednje i Južne Amerike  a tipični je rod Coutoubea s 4 jednogodišnje vrste i jednom trajnicom.
Podtribus je opisan u A General History of the Dichlamydeous Plants 4: 174, 200. 1837.

## Rodovi:
1. Subtribus Coutoubeinae D.Don
  1. Coutoubea Aubl. (5 spp.)
  2. Deianira Cham. & Schltdl. (7 spp.)
  3. Schultesia Mart. (18 spp.)
  4. Symphyllophyton Gilg (7 spp.)